# Giuseppe Scala
Giuseppe Scala (Noto, 1556 – Sabbioneta, 1585) è stato un medico, filosofo, matematico e astronomo italiano.

## Biografia
Giuseppe Scala , insieme a Giuseppe Moleti da Messina, fu uno dei due studiosi  che parteciparono, nel 1582, alla commissione dei cinque dotti creata da papa Gregorio XIII per la riforma del calendario . Chiamato dall'Università di Padova per insegnare matematica, fu costretto a rifiutare per le sue precarie condizioni di salute . Morì, infatti, giovanissimo a soli ventinove anni.

## Pubblicazioni
- L'Efemeridi del mag.co et eccel.te sig. Gioseppe Scala Siciliano, per anni dodici, le quali cominciano dall'anno di Christo nostro Sig. 1589. & finiscono nel fine di dicembre dell'anno 1600. ... Alle quali sono aggiunti i canoni, ò introduttioni dell'efemeridi dell'eccell. sig. Gioseppe Moleto matematico et dal detto signor Gioseppe Scala ridotto all'uso delle presenti efemeridi, In Venetia: appresso i Giunti, 1589. (Ephemerides Iosephi Scalae Siculi Noetini art. et med. doc. ad annos duodecim, incipientes ab anno Domini 1589).
- (LA) Ephemerides ad annos duodecim, incipientes ab anno Domini 1589, Venezia, Lucantonio Giunta (2.), 1589.
- Vnà cum introductionibus ephemeridum excel. d. Iosephi Moletii mathematici. Ab eodem d. Iosepho Scala, ad vsum suarum, restitutis. Venetiis: Lucantonio Giunta il giovane, 1589)